# Memristor
Memrístor (dvozloženka od angleških besed memory resistor - pomnilniški upornik) je novejši pasivni dvopolni elektronski element, zamišljen kot nelinearni element električnega vezja, ki povezuje električni naboj in magnetni pretok. Memristorje trenutno razvija skupina pri Hewlett-Packardu.
Ko teče tok skozi element v eni smeri, električni upor narašča. Ko teče v nasprotni smeri, pa pojenja. Če tok pade na nič, ko izključimo gonilno napetost, element ohrani zadnjo vrednost upora, če pa začne tok naboja ponovno teči, bo upor vezja enak zadnjemu aktivnemu. Delovna karakteristika memristorja v odvisnosti naboja od upora je približno linearna dokler časovni integral toka ostaja znotraj določenih mej.
Teorijo memristorjev je izdelal in poimenoval Leon Ong Chua v svojem članku iz leta 1971. Leta 2008 je skupina iz Laboratorijev HP objavila, da bo začela razvijati preklopni memristor na podlagi tankega filma iz titanovega dioksida. Te elemente razvijajo za uporabo v nanoelektronskih pomnilnikih, računalniški logiki in nevromorfnih računalniških arhitekturah. Oktobra 2011 je ista skupina najavila komercialno razpoložljivo memristorsko tehnologijo v času 18-tih mesecev, kot nadomestilo za pomnilnike flash, SSD, DRAM in SRAM. Marca 2012 je skupina raziskovalcev iz Laboratorijev HRL in Univerze Michigana najavila prvo delujočo memristorsko sestavo zgrajeno na vezju CMOS za uporabe v nevromorfnih arhitekturah.
Chua je pokazal, da imamo lahko vse dvopolne energijsko neodvisne pomnilniške elemente, ki temeljijo na uporovnem preklapljanju, za memristorje. Stan Williams iz Laboratorijev HP je pokazal tudi, da imamo lahko MRAM, pomnilnike s fazno spremembo in RRAM prav tako za memristorske tehnologije. Nekateri raziskovalci so razpravljali o tem, da imamo lahko nekatere biološke strukture, kot sta kri in koža, tudi za memristorje. Drugi so dokazovali, da pomnilniški element, ki ga trenutno razvijajo v Laboratorijih HP, in druge oblike RRAM, dejansko niso memristorji ali memristivni sistemi, ampak so del širšega razreda sistemov s spremenljivim uporom, ter, da je širša definicija memristorja znanstveno neopravičljiva v prid Hewlett-Packardovih patentov za memristor.

## Ozadje
Chua je v svojem članku iz leta 1971 ekstrapoliral konceptualno simetrijo med uporom (V/I), kondenzatorjem (V/q) in tuljavo (Φm/I), ter povezal memristor kot podoben osnovni element vezja, ki povezuje magnetni pretok in naboj (Φm/q).
Za razliko od linearnega (ali nelinearnega) upornika ima memristor dinamično povezavo med tokom in napetostjo kot tudi pomnenje zadnjih napetosti ali tokov. Drugi znanstveniki so do tedaj že predlagali upornike z dinamičnim pomnilnikom, kot je npr. Widrowov memistor, vendar je Chua poskušal vpeljati element v smislu metematične splošnosti.
Upor memristorja je odvisen od integrala vhoda na priključkih namesto od stalne vrednosti vhoda kot pri varistorju. Ker si element »zapomni« količino toka, ki je skozi njega pretekla v preteklosti, ga je Chua imenoval »memristor«. Po drugem načinu se memristor opiše kot vsak pasivni dvopolni element, ki ohranja funkcijsko povezavo med časovnim integralom toka (imenovanim naboj) in časovnim integralom napetosti (po navadi imenovan pretok, ker je povezan z magnetnim pretokom). Nagib te funkcije se imenuje pomnilniški upor (ali memristanca) M in je podoben spremenljivemu uporu. Električne baterije imamo lahko za elemente s pomnilniškim uporom, vendar niso pasivne komponente.
Definicija memristorja temelji le na osnovnih spremenljivkah vezij, toka in napetosti, ter njunih časovnih integralih, podobno kot pri uporniku, kondenzatorju ali tuljavi. Čeprav so ti trije elementi v teoriji linearnih stacionarnih sistemov dovoljeni, imajo memristorji glede pomnenja dinamično funkcijo, in jih lahko opišemo s katerokoli funkcijo mrežnega naboja. Standardni memristorji ne obstajajo. Namesto tega ima vsak element določeno funkcijo, kjer integral napetosti določa integral toka, in obratno. Linearni časovnoinvariantni memristor s konstantno vrednostjo M je preprosto običajni upornik. Kakor drugi dvopolni elementi (upornik, kondenzator, tuljava) elementi v stvarnem svetu niso nikoli čisto memristorji, oziroma »idealni memristorji«, ampak bodo vsebujejo tudi določene elemente kapacitivnosti, upora ali induktivnosti.

## Teorija
Memristor je dejansko dvopolni spremenljivi upor z upornostjo odvisno od količine naboja q med dvema priključkoma:
{\displaystyle U=IM(q)\!\,,}
Za povezavo memristorja z uporom, kondenzatorjem in tuljavo je priročno izolirati člen M(q), ki opredeljuje element, in ga zapisati kot diferencialno enačbo:
{\displaystyle M={\frac {\mathrm {d} \Phi _{\mathrm {m} }}{\mathrm {d} q}}\!\,,}
kjer je q določen kot {\displaystyle I=\mathrm {d} q/\mathrm {d} t}, {\displaystyle \Phi _{\mathrm {m} }} pa kot {\displaystyle U=\mathrm {d} \Phi _{\mathrm {m} }/\mathrm {d} t}. Memristor skupaj z drugimi tremi glavnimi komponentami pokriva vsa smiselna razmerja med I, q, U in Φm.
|    | I                                                                        | q                                                                          | U                                                              | Φm                                                               |
| I  | 0                                                                        | {\displaystyle I=\mathrm {d} q/\mathrm {d} t}                              | upor                                                           | tuljava                                                          |
| q  | {\displaystyle q=\int I\,\mathrm {d} t\!\,}                              | 0                                                                          | kondenzator                                                    | memristor                                                        |
| U  | upor {\displaystyle R=\mathrm {d} U/\mathrm {d} I}                       | kondenzator {\displaystyle 1/C=\mathrm {d} U/\mathrm {d} q}                | 0                                                              | {\displaystyle U=\mathrm {d} \Phi _{\mathrm {m} }/\mathrm {d} t} |
| Φm | tuljava {\displaystyle L=\mathrm {d} \Phi _{\mathrm {m} }/\mathrm {d} I} | memristor {\displaystyle M=\mathrm {d} \Phi _{\mathrm {m} }/\mathrm {d} q} | {\displaystyle \Phi _{\mathrm {m} }=\int U\,\mathrm {d} t\!\,} | 0                                                                |

Noben element ne more povezovati I s q, ali Φm z U, saj je I časovni odvod od q, Φm pa je časovni integral U.
Spremenljivka Φm (magnetni sklep (flux linkage)) je posplošena iz vezne karakteristike upora. Tukaj ne prestavlja magnetnega polja, njegov fizikalni pomen pa je pojasnjen spodaj. Na simbol Φm lahko preprosto gledamo kot na časovni integral napetosti.
Memristor je tako formalno določen kot dvopolni element v katerem je magnetni sklep (oziroma časovni integral napetosti) Φm med priključkoma funkcija količine električnega naboja q, ki je stekel skozi element. Vsak memristor določa njegova funkcija pomnilniškega upora, ki opisuje od naboja odvisno stopnjo spremembe pretoka z nabojem:
{\displaystyle M(q)={\frac {\mathrm {d} \Phi _{\mathrm {m} }}{\mathrm {d} q}}\!\,.}
Če upoštevamo, da je pretok preprosto časovni integral napetosti, naboj pa časovni integral toka, lahko zapišemo:
{\displaystyle M(q(t))={\cfrac {\mathrm {d} \Phi _{m}/\mathrm {d} t}{\mathrm {d} q/\mathrm {d} t}}={\frac {U(t)}{I(t)}}\!\,.}
Od tod lahko vidimo, da je pomnilniška upornost preprosto upor odvisen od naboja. Če je M(q(t)) konstanta, velja Ohmov zakon R(t) = U(t)/ I(t). Če je M(q(t)) netrivialen, enačba ni enakovredna, saj se bosta q(t) in M(q(t)) spreminjala s časom. Če razrešimo za napetost kot funkcijo časa, dobimo:
{\displaystyle U(t)=M(q(t))I(t)\!\,.}
Ta enačba pokaže, da pomnilniški upor določa linearno povezavo med tokom in napetostjo, vse dokler se M ne spreminja z nabojem. Neničelni tok seveda kaže na časovno spremenljiv naboj. Izmenični električni tok lahko odkrije linearno odvisnost v delovanju vezja z induciranjem merljive napetosti brez premika mrežnega naboja, vse dokler največja sprememba q ne povzroča velike spremembe M.
Memristor je statičen, če ni toka. Če je I(t) = 0, velja U(t) = 0, M(t) pa je konstanta. To je bistvo pomnilniškega učinka.
Karakteristika močnostne porabe je podobna uporovni, I2R:
{\displaystyle P(t)=I(t)U(t)=\ I^{2}(t)M(q(t))\!\,.}
Vse dokler se M(q(t)) malo spreminja, kot npr. pod izmeničnim tokom, bo memristor deloval kot konstantni upornik. Če M(q(t)) hitro naraste, bosta tok in močnostna poraba hitro padla na nič.

### Izpeljava magnetnega sklepa v pasivnem elementu
V uporniku za magnetni pretok velja indukcijski zakon, ki pravi, da je energija, ki sili naboje okrog zaključene zanke (elektromotorna sila v voltih, oziroma inducirana napetost), enaka negativnemu časovnemu odvodu pretoka skozi površino te zanke:
{\displaystyle {\mathcal {E}}\equiv U_{i}=-{\frac {\mathrm {d} \Phi _{\mathrm {m} }}{\mathrm {d} t}}\!\,.}
Ta pojem lahko razširimo z analogijo na samostojni element. Pri delovanju proti pospešujoči sili, (ki je lahko elektromotorna ali poljubna gonilna napetost, upornik proizvaja pojemajočo silo in z njo povezan »magnetni sklep«, ki se spreminja z različnim predznakom. Upornik z veliko vrednostjo bo na primer kmalu pridelal magnetni sklep. Izraz »magnetni sklep« je posplošen iz enačbe za upornike, kjer predstavlja fizikalni magnetni pretok: če skozi upornik 1 sekundo deluje napetost 1 volta, se v uporniku ustvari magnetni sklep 1 V·s, ki predstavlja energijo shranjeno v magnetnem polju, ki se kasneje lahko iz njega pridobi. Enaka napetost v enakem času skozi upornik povzroča enak magnetni sklep, kot je določen tukaj v enotah V·s, vendar se energija porazgubi in se ne shrani v magnetnem polju - ne obstaja fizikalno magnetno polje, ki bi delovalo kot povezava na kaj. Napetost za pasivne elemente se ovrednoti s členi energije, ki se je izgubila na enoto naboja, tako da posplošitev zgornje enačbe preprosto zahteva obrnitev smisla elektromotorne sile:
{\displaystyle U={\frac {\mathrm {d} \Phi _{\mathrm {m} }}{\mathrm {d} t}}\!\,,}
{\displaystyle \Phi _{\mathrm {m} }=\int U\,\mathrm {d} t\!\,.}
Ker je Φm preprosto enak časovnemu integralu potencialnega napetostnega padca med dvema točkama, ga lahko izračunamo, na primer z operacijskim ojačevalnikom konfiguriranim kot integrator.
V igri sta dva neintuitivna koncepta:
- magnetni pretok je tukaj določen kot proizvod upora za razliko od uporabljenega polja ali elektromotorne sile. V odsotnosti upora, bo pretok zaradi konstantne elektromotorne sile in magnetnega polja znotraj vezja neomejeno naraščal. Tudi nasprotni pretok, ki se inducira v uporniku, mora neomejeno naraščati, tako da vsota z uporabljeno elektromotorno silo ostala končna.
- vsak ustrezen odziv na uporabljeno napetost lahko imenujemo »magnetni pretok«, saj je izran uporabljen tukaj.

Končni učinek je, da lahko pasivni element povezuje kakšno spremenljivko s pretokom brez hranjenja magnetnega polja. V resnici memristor začne delovati kot upornik v trenutku. Kot je pokazano zgoraj, če privzamemo nenegativni upor, v vsakem trenutku izgublja moč iz uporabljene elektromotorne sile in tako ne more raztrositi shranjeno polje v vezje. To je drugače kot pri uporniku, za katerega magnetno polje shrani vso energijo, ki izvira iz potenciala vzdolž priključkov, ter jo kasneje sprosti kot elektromotorno silo znotraj vezja.

### Fizikalne omejitve vrednostiM(q)
Vrednosti M(q) so fizikalno omejene na pozitivne vrednosti za vse vrednosti q (pri čemer se privzame, da je element pasiven, in ni superprevoden pri kakšnem naboju q). negativna vrednost bi pomenila, da bi element pri delovanju na izmenični tok neprestano dobavljal energijo.
Uporabljeni konstantni napetostni potencial povzroča enakomerno povečevanje Φm. Za funkcijo M(q) ni realistično, da vsebuje neskončno količino informacij v tem neskončnem obsegu. Tej fizikalni nemožnosti se ognejo tri druge možnosti:
- vrednost M(q) se približuje 0, tako da Φm = ∫M(q)dq = ∫M(q(t))I(t) dt ostaja omejen, vendar se še naprej spreminja s pojemajočo stopnjo. Sčasoma bi to sledilo do neke vrste kvantizacije in do neidealnega obnašanja.
- vrednost M(q) je periodična, tako da velja M(q) = M(q − Δq) za vse q in nekatere Δq, npr. sin2(q/Q).
- za element se pojavi histereza, ko čezenj steče določena količina naboja, drugače pa preneha delovati kot memristor.

### Memristivni sistemi
Memristor je na memristivne sisteme posplošil Chua v svojem članku iz leta 1976. Memristor ima matematično skalarno stanje, sistem pa vektorsko. Število spremenljivk stanja je neodvisno od števila priključkov.
V tem članku je Chua uporabil ta model za emperično opazljive pojave, vključno s Hodgkin-Huxleyjevim modelom aksona in termistorja pri konstantni okoliški temperaturi. Opisal je tudi memristivne sisteme v smislu hranjenja energije in lahko opazljivih električnih značilnosti. Te značilnosti lahko sovpadajo z RRAM, kar praktično zelo aktivno raziskujejo.
V splošnejšem konceptu memristivnega sistema n-tega reda sta določitveni enačbi:
{\displaystyle y(t)=g(\mathbf {x} ,u,t)u(t)\!\,,}
{\displaystyle {\frac {\mathrm {d} {\textbf {x}}(t)}{\mathrm {d} t}}=f({\textbf {x}},u,t)\!\,,}
kjer je u(t) vhodni signal, y(t) izhodni signal, x predstavlja množico n spremenljivk stanja, ki opisuje element, g(x,u,t) in f(x,u,t) pa sta zvezni funkciji. Pri tokovno nadzorovanem memristivnem sistemu signel u(t) predstavlja trenutni signal i(t), signal y(t) pa napetostni signal v(t). Pri napetostno nadzorovanem memristivnem sistemu signal u(t) predstavlja napetostni signal v(t), signal y(t) pa trenutni signal i(t).
Čisti memristor je poseben primer teh enačb, ko je x odvisen le od naboja (x=q), naboj pa je povezan s tokom s časovnim odvodom dq/dt=i(t). Zato mora biti funkcija f (to je stopnja spremembe stanja) za čiste memristorje identično enaka toku i(t) .